# Endiandra ferruginea
Endiandra ferruginea är en lagerväxtart som beskrevs av Teschn.. Endiandra ferruginea ingår i släktet Endiandra och familjen lagerväxter. Inga underarter finns listade i Catalogue of Life.